# Quatuor à cordes no 3 de Novák
Pour les articles homonymes, voir Quatuor à cordes nº 3.

Le Quatuor à cordes no 3 en sol majeur opus 66 est le dernier du genre de Vítězslav Novák. Composé en 1938, il est créé le 15 mars 1939 par le Quatuor de Prague.

## Structure
1. Allegro risoluto (en sol majeur)
2. Lento doloroso : « douleur sauvage », « enterrement de ma jeunesse », « résignation »

- Durée d'exécution : vingt sept minutes.

## Source
- François-René Tranchefort (direction), Guide  de la Musique de Chambre, Paris, Fayard, coll. « Les indispensables de la musique », 1998 (1re éd. 1989), VIII-995 p. (ISBN 2-213-02403-0, OCLC 717306887, BNF 35064530), p. 678